# Gozna
Gozna – wieś sołecka w Polsce położona w województwie świętokrzyskim, w powiecie jędrzejowskim, w gminie Jędrzejów.
W latach 1975–1998 miejscowość administracyjnie należała do województwa kieleckiego.

## Części wsi
| SIMC    | Nazwa      | Rodzaj     |
| ------- | ---------- | ---------- |
| 0240193 | Antoninów  | kolonia    |
| 0240224 | Czarnocice | kolonia    |
| 0240201 | Jarczyn    | przysiółek |
| 0240218 | Zawady     | osada      |

## Historia
Wieś wymieniona jest dokumencie z r. 1258 jako własność klasztoru jędrzejowskiego cystersów. W dokumencie z r. 1378 występuje Stanisław, dziedzic Gozna. Według zapisu w Kodeksie małopolskim klasztor prawdopodobnie miał tylko jeden dział (Kod. małopolski, t.I s.51,398,416).
W roku 1581 pobór  we wsi Gozna płaci Hieronim Frikacz, od 6 półłanków, 2 zagrodników bez roli.
W początkach wieku XX Gozna podlega administracyjnie gminie Raków.
Według spisu powszechnego z 1921 roku było tu 51 domów i 310 mieszkańców.